# Limay
Pour les articles homonymes, voir Limay (homonymie).
Pour l’article ayant un titre homophone, voir Limé.
Limay est une commune française des Yvelines et de la région Île-de-France. C'est une petite ville industrielle, situé en bord de Seine, au sud du Vexin français, face à Mantes-la-Jolie à 53 km à l'ouest de Paris. La commune, qui dispose de 300 hectares classés en espaces naturels sensibles, est devenue depuis le 1er juillet 2005 « ville-porte » du parc naturel régional du Vexin français.
Elle participe au Concours des villes et villages fleuris et possède trois fleurs depuis 2007.
Ses habitants sont appelés les Limayens.

## Géographie

Localisation de Limay dans les Yvelines.

### Situation
Limay, commune riveraine de la Seine, est située sur la rive droite du fleuve, dans le nord du département des Yvelines, à 1,5 km environ au nord de Mantes-la-Jolie sous-préfecture, et à 43 km environ au nord-ouest de Versailles préfecture du département.
Elle est limitrophe des communes de  Guitrancourt au nord-est, de Porcheville à l'est et des trois communes de Guerville et Mantes-la-Ville au sud, de Mantes-la-Jolie au sud-ouest (situées sur la rive gauche du fleuve), ainsi que de Follainville-Dennemont à l'ouest et de Fontenay-Saint-Père au nord.
Le territoire communal englobe en grande partie une île de la Seine, l'île de Limay, la partie appartenant à Mantes-la-Jolie étant appelée île aux Dames.

### Hydrographie
La source Saint-Sauveur où, les femmes mariées désirant une grossesse, allaient en boire l'eau.

### Relief et géologie
Le territoire communal forme un vaste amphithéâtre tourné vers la Seine au sud, et adossé au plateau de Vexin français. Il s'étage en trois niveaux, du nord au sud, un plateau en pente douce entre 130 et 115 mètres d'altitude, une partie de transition à la pente plus accentuée et la basse plaine alluviale entre 20 et 30 mètres d'altitude.

### Climat
Pour des articles plus généraux, voir Climat de l'Île-de-France et Climat des Yvelines.
En 2010, le climat de la commune est de type climat océanique dégradé des plaines du Centre et du Nord, selon une étude du CNRS s'appuyant sur une série de données couvrant la période 1971-2000. En 2020, Météo-France publie une typologie des climats de la France métropolitaine dans laquelle la commune est exposée à un climat océanique et est dans la région climatique  Sud-ouest du bassin Parisien, caractérisée par une faible pluviométrie, notamment au printemps (120 à 150 mm) et un hiver froid (3,5 °C). 
Pour la période 1971-2000, la température annuelle moyenne est de 11,1 °C, avec une amplitude thermique annuelle de 14,6 °C. Le cumul annuel moyen de précipitations est de 692 mm, avec 11,5 jours de précipitations en janvier et 8,1 jours en juillet. Pour la période 1991-2020, la température moyenne annuelle observée sur la station météorologique la plus proche, située sur la commune de Magnanville à 5 km à vol d'oiseau, est de 11,6 °C et le cumul annuel moyen de précipitations est de 641,5 mm,. Pour l'avenir, les paramètres climatiques de la commune estimés pour 2050 selon différents scénarios d'émission de gaz à effet de serre sont consultables sur un site dédié publié par Météo-France en novembre 2022.
| Mois                                  | jan.             | fév.           | mars          | avril         | mai           | juin          | jui.         | août           | sep.          | oct.          | nov.            | déc.             | année      |
| ------------------------------------- | ---------------- | -------------- | ------------- | ------------- | ------------- | ------------- | ------------ | -------------- | ------------- | ------------- | --------------- | ---------------- | ---------- |
| Température minimale moyenne (°C)     | 1,7              | 1,8            | 3,6           | 5,5           | 8,6           | 11,6          | 13,4         | 13,6           | 10,9          | 8,6           | 4,8             | 2,3              | 7,2        |
| Température moyenne (°C)              | 4,3              | 5,1            | 7,8           | 10,7          | 13,9          | 17,2          | 19,5         | 19,5           | 16,2          | 12,5          | 7,7             | 4,8              | 11,6       |
| Température maximale moyenne (°C)     | 6,8              | 8,4            | 12,1          | 15,8          | 19,1          | 22,8          | 25,5         | 25,3           | 21,4          | 16,5          | 10,7            | 7,2              | 16         |
| Record de froid (°C) date du record   | −12,7 01.01.1997 | −12,3 07.02.12 | −8,5 13.03.13 | −3,2 06.04.21 | −0,7 06.05.19 | 3,3 01.06.06  | 6,6 16.07.12 | 5,8 28.08.1998 | 2,4 30.09.18  | −3,5 28.10.03 | −8,2 24.11.1998 | −10,1 29.12.1996 | −12,7 1997 |
| Record de chaleur (°C) date du record | 15,5 27.01.03    | 20,5 27.02.19  | 25,6 31.03.21 | 28,4 20.04.18 | 31,2 27.05.05 | 37,7 27.06.11 | 42 25.07.19  | 40,4 12.08.03  | 35,5 08.09.23 | 29,5 03.10.11 | 20,9 01.11.14   | 16,9 07.12.00    | 42 2019    |
| Précipitations (mm)                   | 48,5             | 47,7           | 48,4          | 42,5          | 62,1          | 53,9          | 51,5         | 56,5           | 40,9          | 65,3          | 57              | 67,2             | 641,5      |

## Urbanisme

### Typologie
Au 1er janvier 2024, Limay est catégorisée grand centre urbain, selon la nouvelle grille communale de densité à sept niveaux définie par l'Insee en 2022.
Elle appartient à l'unité urbaine de Paris, une agglomération inter-départementale regroupant 407  communes, dont elle est une commune de la banlieue,,. Par ailleurs la commune fait partie de l'aire d'attraction de Paris, dont elle est une commune d'un pôle secondaire,. Cette aire regroupe 1 929 communes,.

### Utilisation du territoire
| Type d'occupation[Quand ?][réf. nécessaire] | %    | Hectares |
| ------------------------------------------- | ---- | -------- |
| Espace urbain construit                     | 33 % | 383,06   |
| Espace urbain non construit                 | 17 % | 199,18   |
| Espace rural                                | 49 % | 565,46   |

Le territoire de la commune est fortement urbanisé (33 %), avec plus de cent hectares de zones d'activités économiques, cependant près de la moitié du territoire (plus de 500 hectares) reste rural.
L'espace habité se compose d'un noyau ancien entre l'église et la Seine et des extensions concentriques comprenant des lotissements de maisons individuelles mais également beaucoup d'immeubles collectifs. L'urbanisation récente atteint désormais le plateau (plaine des Bouleaux) le long de la RD 983.
L'espace rural occupe surtout la partie nord et nord-ouest de la commune et se compose de terrains cultivés (grande culture céréalière) et une forte proportions de zones boisées, notamment la forêt de Saint-Sauveur. 300 hectares ont été classés par la commune comme espace naturel sensible.

### Habitat et logement
En 2018, le nombre total de logements dans la commune était de 6 917, alors qu'il était de 6 325 en 2013 et de 5 995 en 2008.
Parmi ces logements, 91,2 % étaient des résidences principales, 0,9 % des résidences secondaires et 8 % des logements vacants. Ces logements étaient pour 49 % d'entre eux des maisons individuelles et pour 47 % des appartements.
En 2018, la commune compte  1 896 logements sociaux, soit 30,1 % des résidences principales. Ce nombre était en 2008 de 1 758 (31,1 %). La commune respecte donc largement ses obligations issues de la Loi SRU de 2000.
Le tableau ci-dessous présente la typologie des logements à Limay en 2018 en comparaison avec celle des Yvelines et de la France entière. Une caractéristique marquante du parc de logements est ainsi une proportion de résidences secondaires et logements occasionnels (0,9 %) inférieure à celle du département (2,6 %) mais supérieure à celle de la France entière (9,7 %). Concernant le statut d'occupation de ces logements, 49,8 % des habitants de la commune sont propriétaires de leur logement (55 % en 2013), contre 58,6 % pour les Yvelines et 57,5 pour la France entière.
| Typologie                                               | Limay | Yvelines | France entière |
| ------------------------------------------------------- | ----- | -------- | -------------- |
| Résidences principales (en %)                           | 91,2  | 91,1     | 82,1           |
| Résidences secondaires et logements occasionnels (en %) | 0,9   | 2,6      | 9,7            |
| Logements vacants (en %)                                | 8     | 6,3      | 8,2            |

### Voies de communication et transports
Les communications routières sont assurées par plusieurs axes :
- dans les sens nord-sud, la route départementale D 983 (ancienne route nationale 183) traverse le centre-ville pour rejoindre Mantes-la-Jolie. Cette route qui assure un important trafic de transit dans l'ouest des Yvelines vers le sud et vers Magny-en-Vexin plus au nord a été déviée dans les années 1990 par une rocade contournant la ville par l'est.
- dans le sens est-ouest, l'axe principal est constitué par la route départementale D 190 qui relie Limay à Poissy en suivant la rive droite de la Seine, doublé plus au sud et plus près de la Seine par la route départementale D 146 qui assure notamment la desserte des zones industrielles et du port fluvial situés dans l'est de la commune.

Deux ponts routiers franchissent la Seine, le pont de Mantes, très ancien lieu de passage, reconstruit en 1951, qui accueille en 2018 près de 20 000 véhicules par jour, et le viaduc plus récent (1993) de la rocade Est, à 2 voies. Ce dernier permet de rejoindre l'autoroute A13 à l'échangeur de Mantes-la-Ville (Mantes-Est). Une passerelle pour les piétons et cyclistes traverse la Seine depuis septembre 2019 en reliant Limay et Mantes-la-Jolie le long du Pont-Neuf, réalisée par Grand Paris Seine et Oise et le Syndicat mixte d’aménagement des bords de Seine et de l’Oise (SMSO),

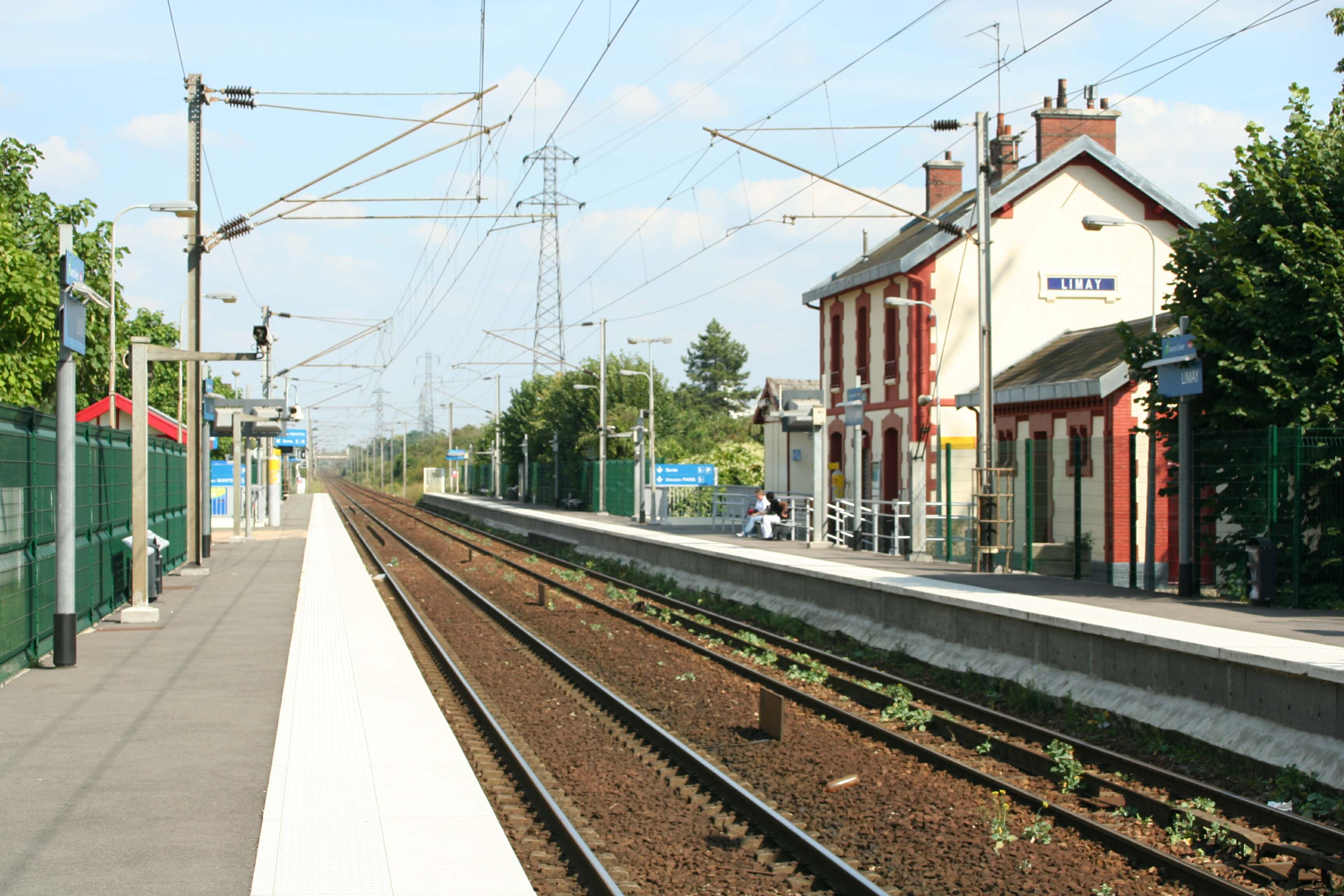
La gare.

Sur le plan ferroviaire, la commune est traversée par la ligne Paris-Saint-Lazare à Mantes-la-Jolie par Conflans-Sainte-Honorine qui franchit la Seine par le pont ferroviaire de Limay, viaduc à arches de ciment s'appuyant sur l'île de Limay. Un embranchement particulier s'en détache pour assurer la desserte du port fluvial de Limay. La gare de Limay est située dans le sud de la ville et est desservie par les trains de banlieue du Transilien.
Limay dispose également d'un port fluvial situé dans la pointe sud du territoire communal et constitué d'une darse de huit hectares creusée perpendiculairement au fleuve. Ce port est géré par l'établissement public du Port autonome de Paris.

## Environnement
Un taux de plomb anormal a été relevé par Atmo dans l'air après l'incendie de la cathédrale Notre-Dame de Paris, qui pourrait être liéu au passage du panache de pollution induit par l'incendie de la toiture et de la flèche recouvertes de plomb. Selon Atmo, 0,108 µg/m3 est un taux « très atypique pour ce site (...) Le site de Limay, situé à environ 40 km de Paris, était bien sous le vent de l'Île de la Cité pendant l'incendie. Sans pouvoir le certifier, il est néanmoins vraisemblable que ces concentrations en plomb soient directement liées à ce sinistre", peut-on lire dans l'un des communiqués de l'agence en date du 11 juin 2019. "Ces éléments tendent à indiquer qu'il y aurait un impact de l'incendie dans la zone de retombée du panache à la suite de l'incendie de Notre-Dame, et que cette zone serait relativement éloignée de Paris ».

## Histoire
Le site de Limay était déjà habité à l'époque préhistorique. De nombreux restes archéologiques tels que pierres polies et taillées, pointes de flèches, haches, ont été trouvés dans le territoire communal, notamment à l'occasion de l'exploitation de sablières et ballastières dans les alluvions quaternaires.
Avant la conquête romaine, le territoire était occupé par le peuple celte des Véliocasses, rattachée à la Gaule belgique.
En 1376, Charles V fonde à Limay un monastère de Célestins, situé au milieu des rochers et des carrières de Saint-Aubin et le dédie à la Sainte-Trinité. Le monastère fut supprimé à la Révolution mais son architecture a été remaniée entre la fin du XVIIIe et le début du XIXe siècle pour devenir l'actuel Château des Célestins. 
En 1614, Marie de Médicis fait débuter la construction du couvent des Capucins, situé hors du bourg. Les pierres de la citadelle de Mantes servent à sa construction. Le couvent est désormais une vieille bâtisse.

## Politique et administration

### Rattachements administratifs et électoraux
Antérieurement à la loi du 10 juillet 1964, la commune faisait partie du département de Seine-et-Oise. La réorganisation de la région parisienne en 1964 fit que la commune appartient désormais au département des Yvelines après un transfert administratif effectif au 1er janvier 1968. Elle est rattachée à son arrondissement de Mantes-la-Jolie. Pour l'élection des députés, elle fait partie de la huitième circonscription des Yvelines.
La commune était depuis 1801 le chef-lieu du canton de Limay. Dans le cadre du redécoupage cantonal de 2014 en France, le canton, dont Limay est désormais le bureau centralisateur, a été modifié.

### Intercommunalité
La commune était le siège de la communauté de communes des Coteaux du Vexin, un établissement public de coopération intercommunale (EPCI) à fiscalité propre créé en 2013 et auquel la commune avait transféré un certain nombre de ses compétences, dans les conditions déterminées par le code général des collectivités territoriales, et qui regroupait deux autres communes.
Cette intercommunalité a fusionné avec d'autres pour former, le 1er janvier 2016 la Communauté urbaine Grand Paris Seine et Oise (GPS&O), dont la commune est désormais membre.
Limay fait partie de l'opération d'intérêt national Seine-Aval créée en 2008.

### Tendances politiques et résultats
Lors du premier tour des élections municipales de 2014 dans les Yvelines, la liste PCF menée par le maire sortant  Éric Roulot obtient la majorité absolue des suffrages exprimés, avec 2 508 voix (52,18 %, 26 conseillers municipaux élus dont 9 communautaires), devançant très largement celles menées respectivement par :

- Pierre-Yves Challande (DVD, 1 489 voix, 30,98 %,5 conseillers municipaux élus dont 2 communautaires) ;

- Tristan Brams (PS, 809 voix, 16,83 %, 2 conseillers municipaux élus dont 1 communautaire)

Lors de ce scrutin, 48,09 % deds électeurs se sont abstenus.
Lors du second tour des élections municipales de 2020 dans les Yvelines,, la liste PCF, PS et G.s obtient la majorité des suffrages exprimés, avec 1 647 voix (44,26 %, 24 conseillers municipaux élus dont 3 communautaires), devançant largement les listes menées respectivement par, :

- Cécile Dumoulin LR - SL — qui bénéficiait du soutien de la liste LREM du 1er tour menée par Sébastien Duprat —  et qui a obtenu  1 235 voix (33,19 %, 5 conseillers municipaux élus dont 1 communautaire) ;

- Mickaël Boutry (PCF diss, 839 voix, 22,54 %, 4 conseillers municipaux élus).

Lors de ce scrutin marqué par la pandémie de Covid-19 en France, 59,93 % des électeurs se sont abstenus.

## Population et société

### Démographie

#### Évolution démographique
L'évolution du nombre d'habitants est connue à travers les recensements de la population effectués dans la commune depuis 1793. Pour les communes de plus de 10 000 habitants les recensements ont lieu chaque année à la suite d'une enquête par sondage auprès d'un échantillon d'adresses représentant 8 % de leurs logements, contrairement aux autres communes qui ont un recensement réel tous les cinq ans,.

En 2022, la commune comptait 17 584 habitants, en évolution de +6,14 % par rapport à 2016 (Yvelines : +2,72 %, France hors Mayotte : +2,11 %).
| 1793  | 1800  | 1806  | 1821  | 1831  | 1836  | 1841  | 1846  | 1851  |
| ----- | ----- | ----- | ----- | ----- | ----- | ----- | ----- | ----- |
| 1 394 | 1 589 | 1 357 | 1 409 | 1 296 | 1 333 | 1 398 | 1 358 | 1 362 |

| 1856  | 1861  | 1866  | 1872  | 1876  | 1881  | 1886  | 1891  | 1896  |
| ----- | ----- | ----- | ----- | ----- | ----- | ----- | ----- | ----- |
| 1 345 | 1 305 | 1 304 | 1 373 | 1 373 | 1 360 | 1 500 | 1 509 | 1 597 |

| 1901  | 1906  | 1911  | 1921  | 1926  | 1931  | 1936  | 1946  | 1954  |
| ----- | ----- | ----- | ----- | ----- | ----- | ----- | ----- | ----- |
| 1 661 | 1 627 | 1 731 | 2 048 | 2 280 | 2 687 | 2 948 | 3 190 | 3 617 |

| 1962  | 1968  | 1975  | 1982   | 1990   | 1999   | 2006   | 2011   | 2016   |
| ----- | ----- | ----- | ------ | ------ | ------ | ------ | ------ | ------ |
| 5 082 | 6 615 | 9 024 | 10 129 | 12 660 | 15 709 | 15 779 | 16 304 | 16 567 |

| 2021   | 2022   | - | - | - | - | - | - | - |
| ------ | ------ | - | - | - | - | - | - | - |
| 17 626 | 17 584 | - | - | - | - | - | - | - |

#### Pyramide des âges
La population de la commune est relativement jeune.
En 2018, le taux de personnes d'un âge inférieur à 30 ans s'élève à 43,4 %, soit au-dessus de la moyenne départementale (38,0 %). À l'inverse, le taux de personnes d'âge supérieur à 60 ans est de 17,1 % la même année, alors qu'il est de 21,7 % au niveau départemental.
En 2018, la commune comptait 8 400 hommes pour 8 747 femmes, soit un taux de 51,01 % de femmes, légèrement inférieur au taux départemental (51,32 %).
Les pyramides des âges de la commune et du département s'établissent comme suit.
| Hommes | Classe d’âge | Femmes |
| ------ | ------------ | ------ |
| 0,4    | 90 ou +      | 0,3    |
| 5,2    | 75-89 ans    | 5,1    |
| 11,8   | 60-74 ans    | 11,5   |
| 18,9   | 45-59 ans    | 18,2   |
| 21,3   | 30-44 ans    | 20,5   |
| 18,4   | 15-29 ans    | 20,1   |
| 24,1   | 0-14 ans     | 24,2   |

| Hommes | Classe d’âge | Femmes |
| ------ | ------------ | ------ |
| 0,6    | 90 ou +      | 1,4    |
| 6      | 75-89 ans    | 7,8    |
| 13,5   | 60-74 ans    | 14,8   |
| 20,7   | 45-59 ans    | 20,1   |
| 19,6   | 30-44 ans    | 19,9   |
| 18,5   | 15-29 ans    | 16,8   |
| 21,2   | 0-14 ans     | 19,2   |

## Jumelages et Echanges
Shu'fat (Palestine)

### Enseignement
La commune compte 8 écoles maternelles, 8 écoles primaires, deux collèges : le collège Galilée et le collège Albert-Thierry (réseau d'éducation prioritaire), ainsi qu'un lycée polyvalent, le lycée Condorcet, qui, en 2020, accueille 1 350 élèves dans un établissement conçu pour 1 200 élèves.

### Autres équipements
En 2021, la commune dispose d'un bureau de poste, mais la Trésorerie, la caisse d'allocations familiales et la caisse primaire d'assurance maladie ont fermé ou annoncé leur fermeture depuis 2015.
Une crèche de 24 berceaux a été implantée en 2019 dans l'ancien presbytère.

## Économie
- Port fluvial de Limay-Porcheville : dépendant du port autonome de Paris, c'est le premier port fluvio-maritime d'Île-de-France, accessibles à des caboteurs maritimes de 5 000 tonnes, et qui bénéficie d'une forte croissance, avec 1 200 000 tonnes de marchandises en transit en 2019 contre 600 000 tonnes en 2010, et qui bénéficie de bonnes dessertes ferroviaires et routières avec la proximité de l’A13 et une connexion avec la ligne de Paris-Saint-Lazare à Mantes-Station par Conflans-Sainte-Honorine[43].

Inauguré en février 2008, Limay Terminal[Quoi ?] affiche un bilan plus que positif.
Le trafic des conteneurs a véritablement commencé le 14 novembre 2007. Du 14 novembre 2007 au 21 décembre 2007, 844 conteneurs, équivalent vingt pieds (EVP) ont transité sur le quai de Limay Terminal[réf. nécessaire].
De février 2008 à décembre 2008, ce sont 3573 EVP qui ont été transportés via la voie fluviale. Les destinations sont principalement Le Havre et Nogent-sur-Seine. Les types de fret, des produits et matériaux destinés l’équipement de la maison, des céréales, des produits destinés à la grande distribution, des pièces automobiles, des ferrailles, etc.
Grâce à mode de transport - fluvio-maritime - moins consommateur d'énergie et plus respectueux de l'environnement, ce sont donc 4417 conteneurs qui ont transité[Quand ?] sur le port de Limay depuis l'ouverture du terminal, ce qui représente 4417 camions en moins sur nos routes[réf. nécessaire].
L'entreprise Ikea a annoncé en 2021 l'implantation en 2026 d"une plate-forme logistique essentiellement destinée au commerce en ligne sur un site du port de 16 ha qui devrait créer entre 400 et 500 emplois.
- Zone industrielle, dont une usine de traitement de déchets dangereux et l'usine de matelas Dunlopillo, repris par Finadorm et qui, en 2021, compte 90 salariés[44],[45]

### Revenus de la population et fiscalité
En 2010, le revenu fiscal médian par ménage était de 30 725 €.
Le taux de pauvreté atteint 19,3 % en 2019 à Limay, contre 14,6 % pour la moyenne nationale, et un quart de la population vit en quartier prioritaire.

## Culture locale et patrimoine

### Lieux et monuments

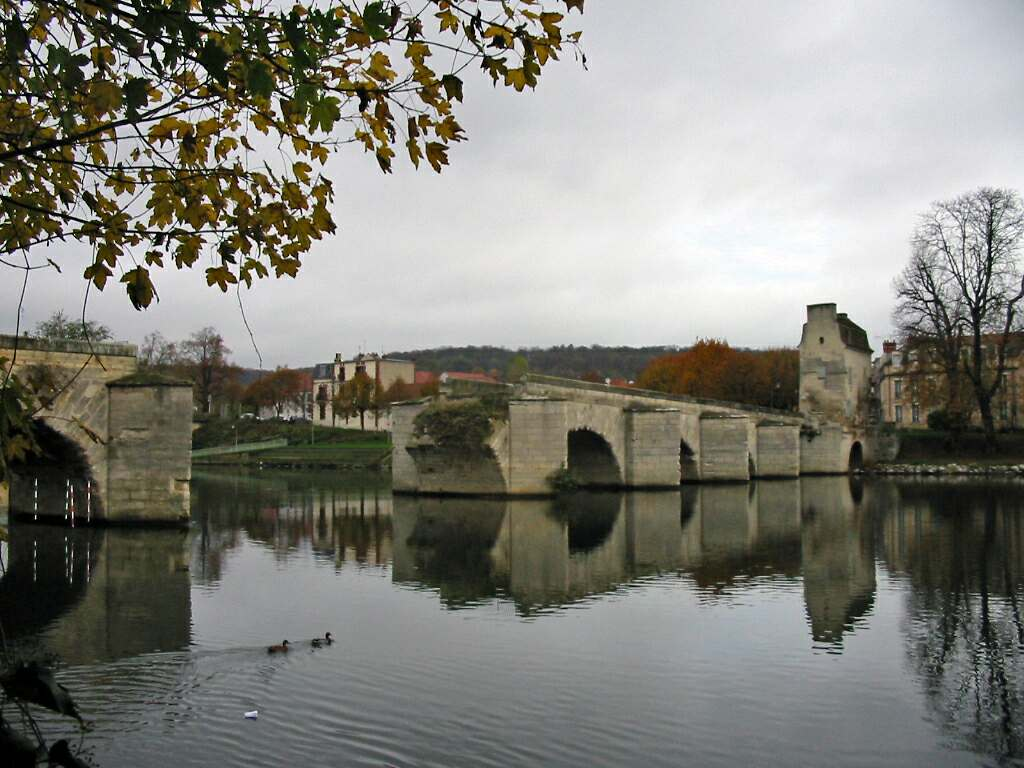
Vieux pont de Limay.

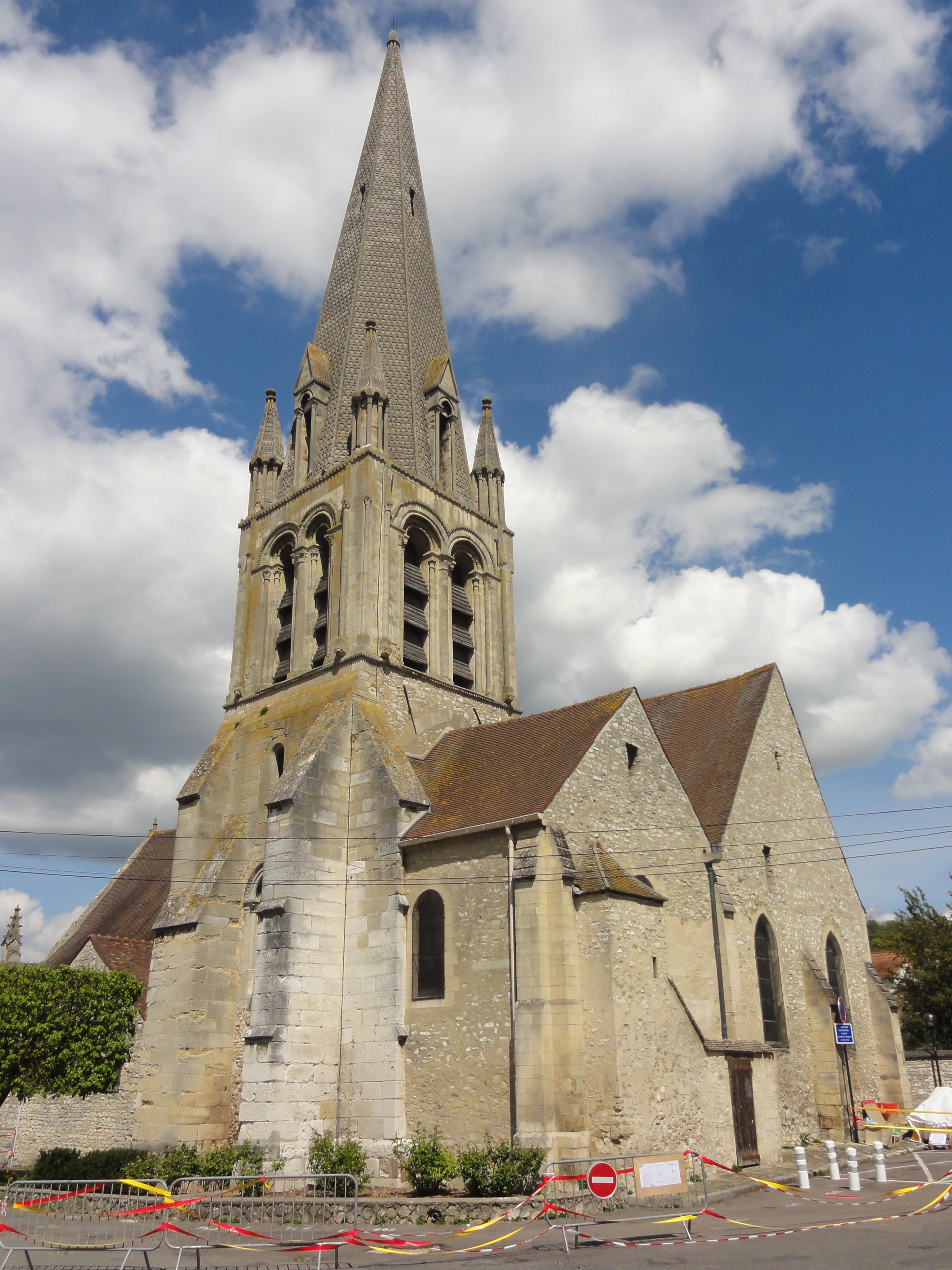
L'église Saint-Aubin.

Limay compte trois monuments historiques sur son territoire :
- Église Saint-Aubin, rue de l'Église / place de la République (classée monument historique par arrêté du 26 mai 1944[48]) : Elle remonte, dans ses parties les plus anciennes, aux années 1140. Ce sont la base du clocher et l'ancien chœur de style roman tardif, qui faisaient suite à une nef unique de la même époque démolie vers la fin du XVIIe siècle. Le reste de l'église actuelle fut édifié à partir de 1230 environ au nord de l'église romane, dans le style gothique. Il s'agit d'un chœur-halle carré, au chevet plat, et d'une double nef, le tout voûté d'ogives et à un seul niveau d'élévation. Les deux premières travées de la double nef furent reconstruites après la guerre de Cent Ans, y compris le portail, dans le style flamboyant. La flèche en pierre du clocher datait de la même époque que le chœur gothique, mais a été entièrement rebâtie au début du XXe siècle.

L'église est surtout remarquable pour son plan à double vaisseau, ses deux voûtes d'ogives antérieures au milieu du XIIe siècle et son clocher, et abrite un mobilier intéressant et varié.
- Vieux pont de Limay, sur la Seine (classé par arrêté du 15 juin 1923, avec les restes de ses anciennes portes et la maison du passeur) : C'est un ancien pont des Xe et XIIe siècles[50], reconstruit par Sully en 1613, dont il ne reste que quelques arches côté Limay à la suite de nombreuses vicissitudes, dont les dernières furent la destruction de deux arches en 1940. Ce pont figure dans plusieurs tableaux du peintre Jean-Baptiste Camille Corot.

- Château des Célestins, avec les restes de l'ancien couvent, et son parc[51].

Les façades et toitures du bâtiment principal et de l'aile en retour et les trois pièces décorées du rez-de-chaussée de style Empire sont inscrites aux monuments historiques par arrêté du 16 juin 1970.
On peut également signaler :
- Château des Moussets (XIXe siècle).

### Patrimoine naturel
- Site géologique de Limay : il s'agit d'une ancienne carrière du groupe Lafarge classé « réserve naturelle régionale » (RNR) par le conseil régional d'Île-de-France en 2009. Cet espace protégé de 69 hectares, acquis par la ville en 2008, est pourvu d'une grande richesse géologique (avec des formations sédimentaires du Crétacé, du Sparnacien et du Lutétien moyen), faunistique et floristique[53].

### Personnalités liées à la commune
- Gaston Laurent-Atthalin (1848-1912), magistrat français, mort dans sa propriété des Moussets, à Limay.
- Ernest Chausson : compositeur (né à Paris en 1855, mort à Limay (accident de bicyclette) le 10 juin 1899).
- Henri Dauman, photographe, s'est réfugié enfant à Limay pendant la Seconde Guerre mondiale[54].
- Derka : présentateur, rappeur, né en 1982, a passé son enfance à Limay.

### Limay dans les arts
Cinéma
Parmi les films tournés à Limay, on peut citer
- Balzac, film de télévision de Josée Dayan.
- Jules et Jim, film de François Truffaut, dont la séquence finale se déroule sur le vieux pont de Limay.

Peinture
- Frank-Will (1900-1950) a peint un grand tableau Limay, aujourd'hui propriété de la commune[56].

### Héraldique
| Blason de Limay | Blason  | D'azur au pont de trois arches d'argent maçonné de sable posées sur une onde de sinople mouvant de la pointe, surmonté en chef de trois fleurs de lys d'or posées 2-1. |
| Blason de Limay | Détails | Le pont à trois arches évoque le vieux pont de Limay et le chef à trois fleurs de lys le rattachement de la ville au Vexin français. Ce blason adopté par la municipalité en 1967 est dû à l'héraldiste Robert Louis. Il a remplacé un premier blason instauré en 1945 par la commission d'héraldique de Seine-et-Oise qui se blasonnait ainsi : de gueules au chef d'azur à la croix pattée et haussée d'argent mouvant de la pointe et brochant sur la partition, à la lettre S du même enlaçant le montant de la croix, accostée en chef de deux fleurs de lys et flanqué en pointe de deux rencontre de loup, le tout d'or |